# Puerto Santa Cruz
Puerto Santa Cruz é uma cidade da Argentina, capital do departamento de Corpen Aike, província de Santa Cruz.